# Yoshino (nome)
Yoshino  è un nome proprio di persona giapponese maschile e femminile.

## Origine e diffusione
Come la maggioranza dei nomi giapponesi, il suo significato dipende dai kanji con cui viene scritto; tra quelli possibili si segnalano:
- "buon campo" (o "bel campo", "campo fertile")[2]; composto da 吉 (o 芳, yoshi, "buono", "propizio", "bene") e 野 (no, "campo"), è anche il nome del Monte Yoshino, nel Distretto di Yoshino[2][3][4]
- "[persona] con un buon futuro"[1]

## Onomastico
Non ci sono santi con questo nome, che quindi è adespota: l'onomastico può essere festeggiato il 1º novembre ad Ognissanti.

## Persone

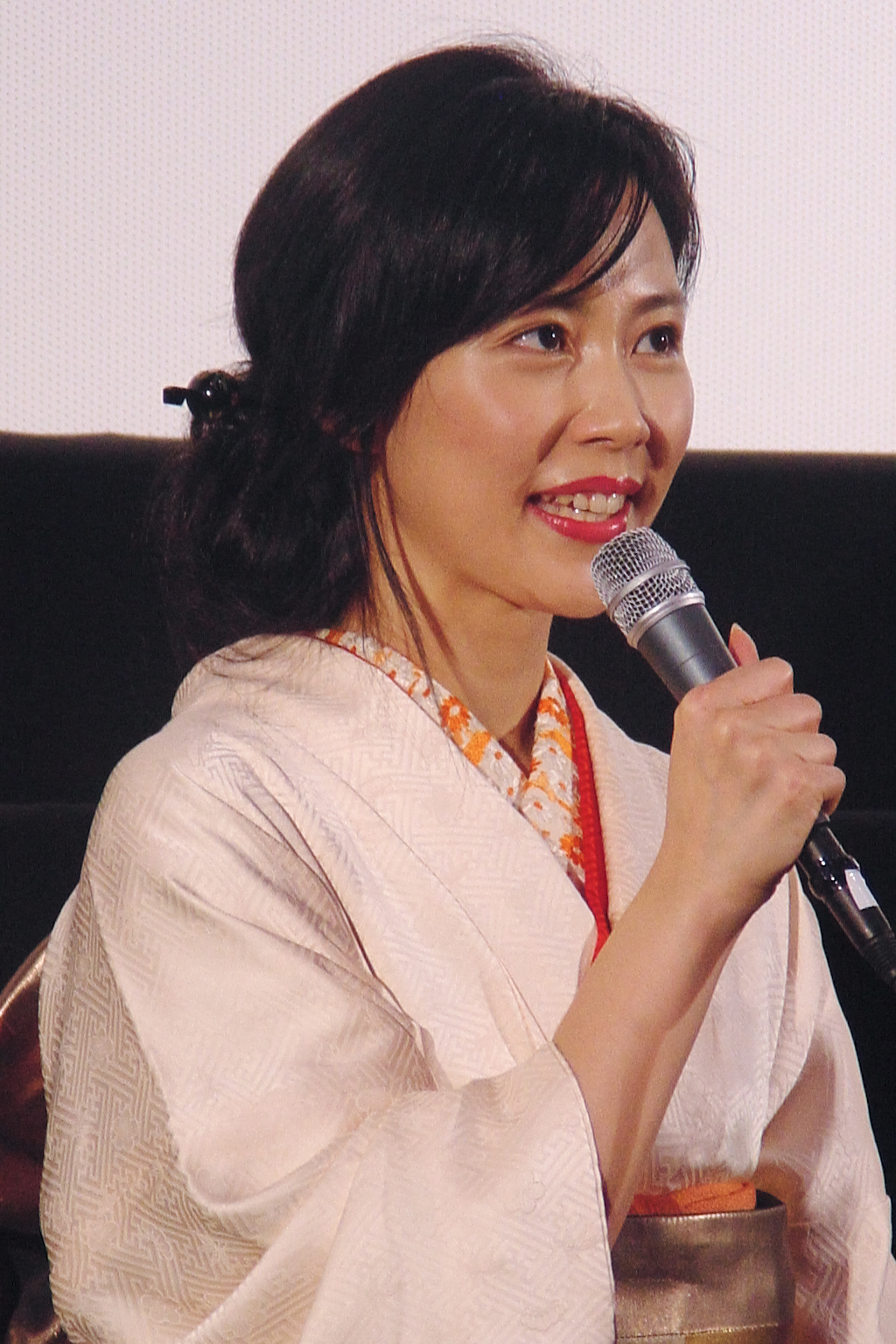
Yoshino Kimura

### Femminile
- Yoshino Kimura, attrice e cantante giapponese
- Yoshino Takamori, doppiatrice giapponese

## Il nome nelle arti
- Yoshino è un personaggio della serie manga e anime Bleach.
- Yoshino Fujieda è un personaggio della serie anime Digimon Savers
- Yoshino Nara è un personaggio della serie manga e anime Naruto
- Yoshino Somei è un personaggio della serie manga Spriggan.
- Yoshino Takatsuki è un personaggio della serie manga Hōrō Musuko